# Asymphylomyrmex balticus
Asymphylomyrmex balticus – wymarły gatunek mrówek z podrodziny Dolichoderinae, jedyny przedstawiciel rodzaju Asymphylomyrmex. Znany jest z późnoeoceńskiego bałtyckiego bursztynu.